# Amathay-Vésigneux
Amathay-Vésigneux è un comune francese di 145 abitanti situato nel dipartimento del Doubs nella regione della Borgogna-Franca Contea.

## Società

### Evoluzione demografica
Abitanti censiti